# Henrik Fagerli Rukke
Henrik Fagerli Rukke (ur. 20 października 1996 w Hol) – norweski łyżwiarz szybki, trzykrotny medalista mistrzostw świata.

## Kariera
Podczas mistrzostw świata juniorów w Warszawie w 2015 zdobył srebrny medal w sprincie drużynowym.
Na mistrzostwach świata na dystansach w Heerenveen w 2023 zdobył brązowy medal w sprincie drużynowym. Wynik ten powtórzył na mistrzostwach świata na dystansach w Calgary w 2024.
Zdobył ponadto złoty medal w rywalizacji drużynowej na mistrzostwach świata w wieloboju sprinterskim w Hamar w 2022.
W 2018 roku wystartował na igrzyskach olimpijskich w Pjongczangu, gdzie zajął 28. miejsce w biegu na 500 m i 32. miejsce na 1000 m.